# Gersthof
Gersthof [ɡɛɐ̯stˈhof] ist ein Stadtteil Wiens im 18. Wiener Gemeindebezirk Währing und eine der 89 Wiener Katastralgemeinden.

## Geographie

Gersthof und Umgebung um 1872 (Aufnahmeblatt der Landesaufnahme)

Gersthof liegt in der Mitte des Gemeindebezirks und grenzt an die Bezirksteile Pötzleinsdorf, Währing und Weinhaus. Im Süden grenzt Gersthof an die Hernalser Bezirksteile Hernals und Dornbach. Die Katastralgemeinde Gersthof nimmt eine Fläche von 87,85 ha ein. Ferner existiert ein aus zehn Zählsprengeln bestehender statistischer Zählbezirk namens Gersthof, dessen Grenzverlauf sich von jenem der gleichnamigen Katastralgemeinde unterscheidet.
An der Grenze zu Pötzleinsdorf befindet sich der Scheibenberg (252 m). Der höchste Punkt von Gersthof ist eine 265 m hohe namenlose Anhöhe im Südwesten des Bezirksteils. Alte Flurnamen im Ortsgebiet sind Alsegg, Hohenau, Wallrissen und Winterleiten.
Alt-Gersthof ist der alte Ortskern und liegt im Nordwesten des heutigen Bezirksteils am unterirdisch fließenden Währingerbach zwischen Scheibenbergstraße und Erndtgasse. Neu-Gersthof wurde im letzten Viertel des 19. Jahrhunderts mit rasterförmigem Straßenverlauf angelegt. Es liegt im Osten der Katastralgemeinde und wird von der Bastiengasse, Gersthofer Straße, Schindlergasse und Alseggerstraße begrenzt. Heute zeigt sich das gesamte Gebiet von Gersthof als ein überwiegend dicht verbautes Wohngebiet. Im südlich von Neu-Gersthof gelegenen Gebiet wurden ab den 1880er Jahren kleine Villen mit Gärten errichtet. Die zunächst unbesiedelte Fläche zwischen Alt-Gersthof und Neu-Gersthof wurde ab den 1890er Jahren mit Mietshäusern verbaut.

## Geschichte

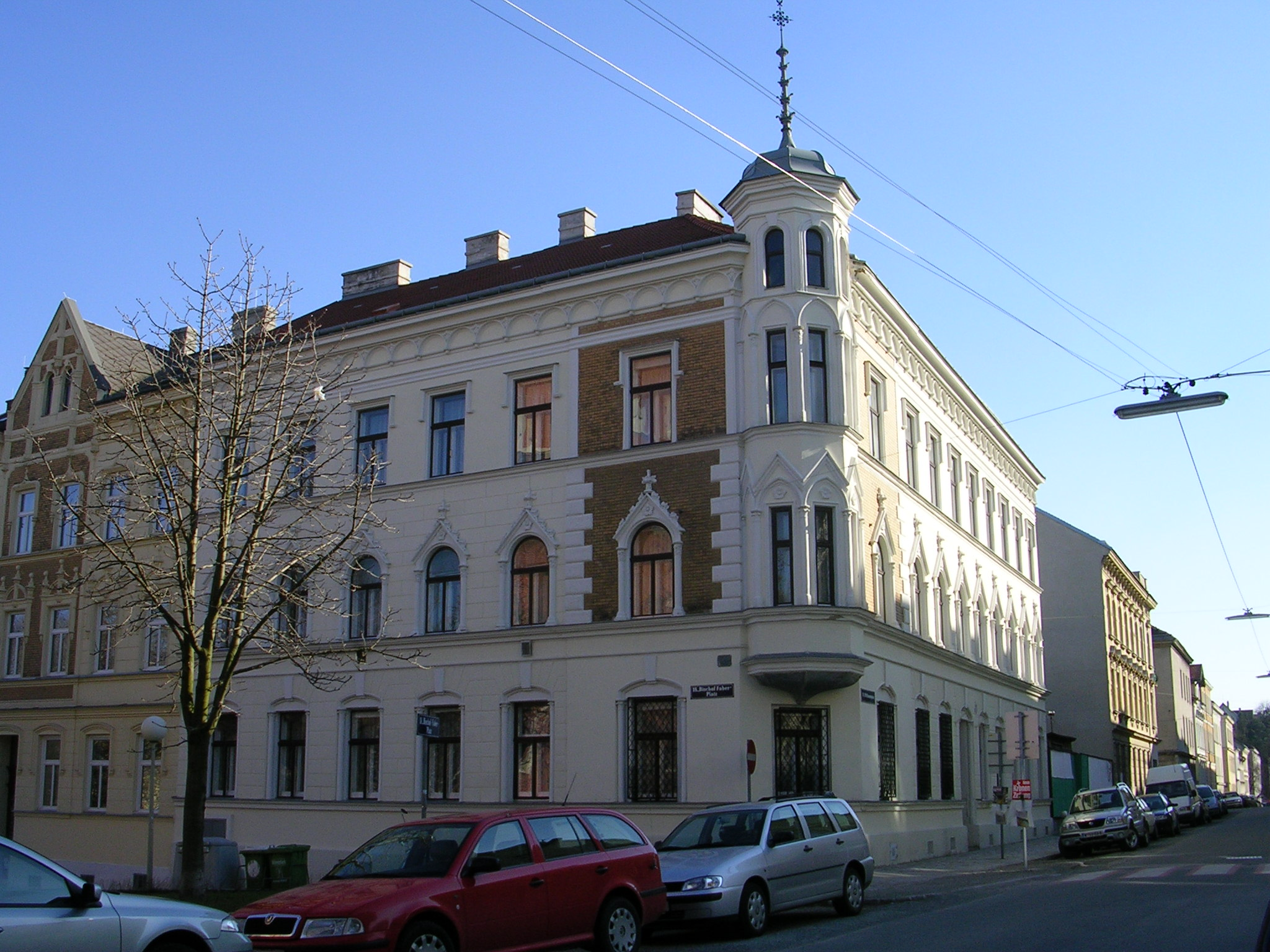
Typisches historistisches Zinshaus am Bischof-Faber-Platz (erbaut 1900, Architekt: Adolf Rossi)

Gersthof wurde erstmals 1497 in einer Kaufurkunde genannt. Der Name geht auf einen Hof zurück, der einem Georg Gerstler gehörte. Zuvor hieß der Ort Hagenau oder Hohenau. 1476 hatte der Ort gerade einmal 13 Häuser. Das Dorotheerstift brachte nach und nach das gesamte Gebiet in seinen Besitz. Nach der Auflösung des Stiftes 1786 kam der Ort an das Kloster Klosterneuburg. Gersthof dürfte von der Zweiten Wiener Türkenbelagerung am schwersten betroffen gewesen sein, so existierte der Ort auf einer Landkarte von 1684 nicht mehr. Der Ort blieb in der Folge klein und beschaulich. 1750 hatte Gersthof nur 13 Häuser, 1822 gerade einmal 16 mehr, mit insgesamt 308 Einwohnern.
Zum ersten Bürgermeister von Gersthof wurde am 5. Juli 1850 der bisherige Ortsrichter Johann Schwarz. Sein Nachfolger wurde Karl Bastien (28 Jahre im Amt; nach ihm ist die Bastiengasse benannt). Im Jahr 1880 wurde der heutige Gersthofer Friedhof geweiht. Das Wachstum des Ortes setzte erst in der zweiten Hälfte des 19. Jahrhunderts ein. 1871 wurde der Wiener Wohnungsreform-Verein gegründet, der in Etappen ab 1874 Neu-Gersthof anlegen ließ. Dies geschah teilweise nach dem Vorbild des Währinger Cottageviertels und vielfach durch den Baumeister Paul Oberst. 1890 zählte der Ort 317 Häuser.
1890 beschloss der niederösterreichische Landtag die Vereinigung Wiens mit den Vororten. Das Gesetz trat am 1. Jänner 1892 in Kraft und vereinte Gersthof, Währing, Pötzleinsdorf, Weinhaus, Neustift am Walde und Salmannsdorf zum 18. Wiener Gemeindebezirk, Währing. Seit 1938 gehören Neustift am Walde und Salmannsdorf zum 19. Wiener Gemeindebezirk, Döbling. Das Gebiet der ehemaligen Ortschaft Gersthof war dabei noch 117 ha groß und umfasste 1890 3.984 Einwohner. Gebietsflächen im Süden von Gersthof, einschließlich des großen Schlachthauses, wurden später an Hernals abgetreten.

## Kultur und Sehenswürdigkeiten

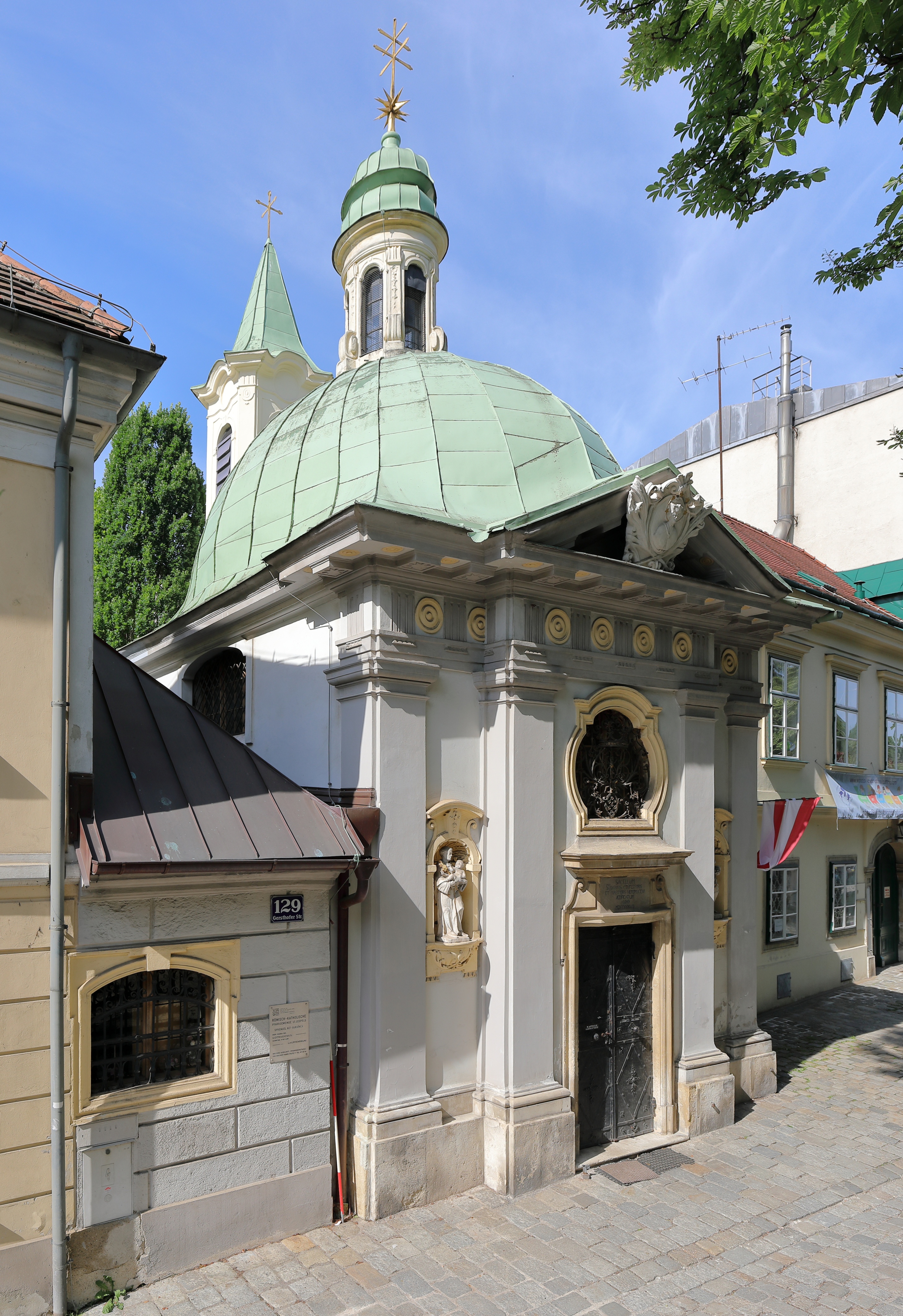
Johannes-Nepomuk-Kapelle

Der Ortskern an der Gersthofer Straße sowie die Gegend um den Bischof-Faber-Platz (mit der Gersthofer Pfarrkirche) ist von der Stadt Wien als bauliche Schutzzone definiert.
Im Zentrum des Bezirkteils befindet sich die neugotische Pfarrkirche Gersthof, die von 1887 bis 1891 nach Plänen des Architekten Richard Jordan errichtet wurde. Die Pfarrkirche Gersthof war Wirkungsstätte von Kaplan Heinrich Maier, Mitglied der Widerstandsgruppe Maier-Messner-Caldonazzi. Am Gersthofer Pfarrhaus wurde eine Gedenktafel für Maier angebracht und vor der Pfarrkirche ihm zu Ehren ein Baum gepflanzt. In der Kirche selbst steht die Kaplan-Heinrich-Maier-Statue.
Die Johannes-Nepomuk-Kapelle in Alt-Gersthof war zuvor der Sitz der römisch-katholischen Pfarre Gersthof gewesen. Bei der Kapelle handelt es sich um ein barockes Bauwerk mit einer im Originalzustand erhaltenen Ausstattung. Aus der Barockzeit erhalten sind ferner unter anderem das Lydlsche Stiftunghaus, das von 1736 bis 1739 für Matthäus Lydl von Schwanau, den Stifter der Johannes-Nepomuk-Kapelle, erbaut wurde, und das Maria-Theresien-Schlössel, ein um 1730/40 errichtetes spätbarockes Landhaus.
Beim Allgemeinen Turnverein Gersthof handelt es sich um den größten Turnverein Wiens. Er wurde 1887 gegründet. Die Gersthofer SV ist ein 1912 gegründeter Fußballverein aus dem Bezirksteil.
Das Wappen von Gersthof, das auch in das Bezirkswappen von Währing integriert wurde, zeigt den Heiligen Johannes Nepomuk. Der Heilige steht auf einer grünen Wiese vor blauem Grund und trägt einen silbernen Talar mit roter, mit Gold verzierter Stola. In der linken Hand hält er ein Kruzifix und in der rechten einen grünen Palmzweig. Der Heiligenschein ist mit fünf goldenen Sternen besetzt.

## Wirtschaft und Infrastruktur

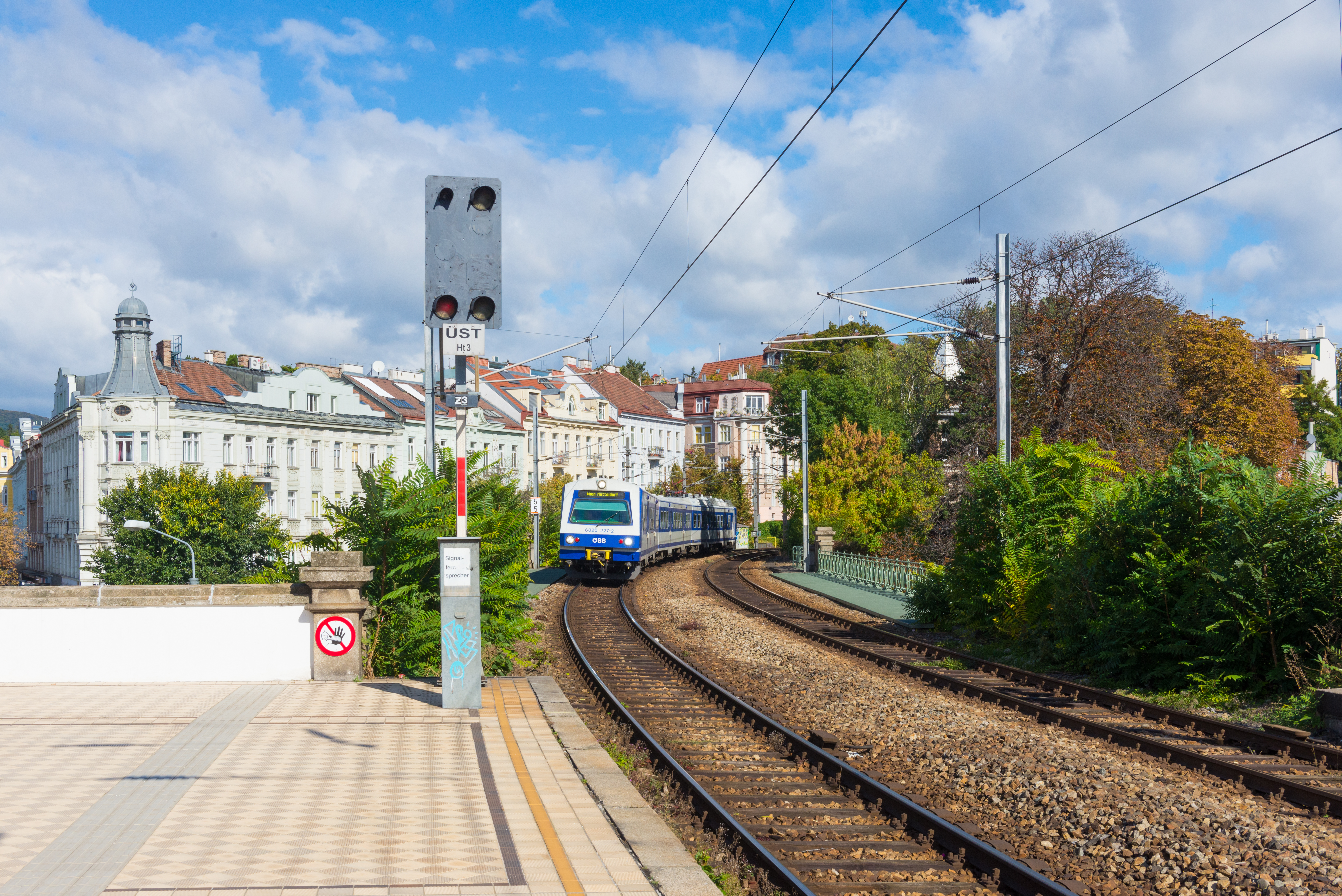
Ein Zug der S45 bei der Einfahrt in die Haltestelle Gersthof

Durch Gersthof führt die Wiener Vororte Straße, die über weite Strecken die Grenze zu den Bezirksteilen Währing und Weinhaus bildet. Ihr in Gersthof liegender Abschnitt heißt Gersthofer Straße. Die Haltestelle Wien Gersthof, die an der Vorortelinie liegt, wurde 1898 als Teil der Wiener Stadtbahn nach Plänen von Otto Wagner erbaut. Sie bildet einen Knotenpunkt für den öffentlichen Verkehr: Hier halten die Straßenbahnlinien 40, 41 und 9, die Autobuslinie 10A und die S-Bahn-Linie S45. In der Nacht wird die Station von der NightLine N41 angefahren.
Das vom Wiener Krankenanstaltenverbund geführte Orthopädische Krankenhaus Gersthof wurde in den 1920er Jahren erbaut. Es lag jedoch großteils nicht in Gersthof, sondern bereits in Hernals und wurde 2019 geschlossen. Zur Gänze in Gersthof befindet sich hingegen die 1908 errichtete Semmelweis-Frauenklinik, die im Jahr 2002 als Department der geburtshilflichen und gynäkologischen Abteilung in die Rudolfstiftung eingegliedert wurde.
An der Alsegger Straße 45–49 befindet sich eine Volksschule der Stadt Wien, die in einem 1901 errichteten Gebäude untergebracht ist. Die Schule Marianum der Kongregation der Schulbrüder hat die Adresse Scheidlstraße 2 und wurde ebenfalls 1901 erbaut.

## Persönlichkeiten
- Marie Wunsch (1862–1898), Genremalerin
- Heinrich Maier (1908–1945), Kaplan in der Gersthofer Pfarrkirche und Widerstandskämpfer